# Jan Broekhuijse

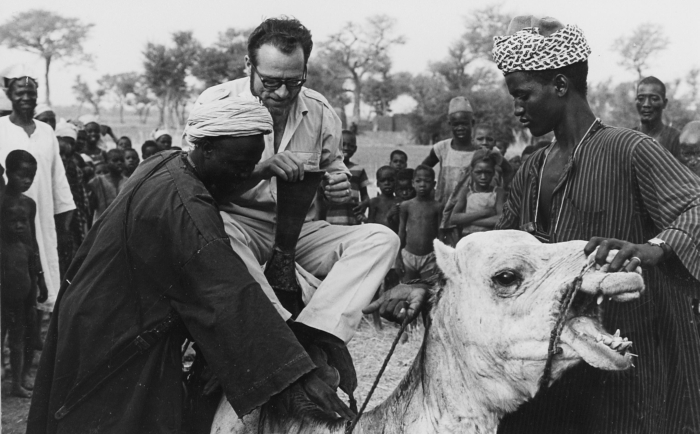
Jan Broekhuijse bestijgt onder veel belangstelling een dromedaris in Burkina Faso (1970).

Johan Theodorus (Jan) Broekhuijse (Haarzuilens, 22 december 1929 – Nieuwkoop, 27 september 2020) was een Nederlands antropoloog.

## Loopbaan
Broekhuijse, een boerenzoon uit Haarzuilens, studeerde niet-westerse sociologie aan de Rijksuniversiteit Utrecht waar hij in 1958 cum laude afstudeerde. In januari 1959 vertrok hij naar Nederlands-Nieuw-Guinea waar hij ambtenaar werd in dienst van het Nederlands bestuur. Hij verrichtte onderzoek naar de levensomstandigheden van de verstedelijkte Papoea's in Hollandia, maar nog in hetzelfde jaar werd hij overgeplaatst naar de oostelijke berglanden, standplaats Wamena, waar het Nederlandse bestuur nog helemaal voet aan de grond moest krijgen. Als staflid van het Kantoor Bevolkingszaken, een overheidskantoor dat antropologisch, linguïstisch en demografisch onderzoek onder de Papoea's stimuleerde, werd hij vrijgesteld voor wetenschappelijk onderzoek van de cultuur van de Dani in de Baliemvallei, destijds een nog niet onder Nederlandse controle gebracht krijgszuchtig bergvolk. In die jaren was Broekhuijse ook adviseur en medereiziger van de Amerikaanse Harvard-Peabody Expeditie naar de Dani onder leiding van de cineast Robert Gardner en met geluidsman Michael C. Rockefeller, zoon van de politicus Nelson Rockefeller, die in 1961 spoorloos verdween.
Na zijn terugkeer naar Nederland in 1964 werkte Broekhuijse enkele jaren als ambtenaar bij het Ministerie van Buitenlandse Zaken en werkte inmiddels aan zijn proefschrift over de Dani waarop hij in 1967 promoveerde bij zijn vroegere hoogleraar Fischer aan de Rijksuniversiteit Utrecht. In dat jaar werd hij aangesteld als wetenschappelijk ambtenaar bij de Afdeling Anthropologie van het Koninklijk Instituut voor de Tropen in Amsterdam, waarvan sinds 1959 Jan van Baal, oud-gouverneur van Nieuw-Guinea, directeur was. Tot aan zijn pensioen in 1994 is Broekhuijse aan het Tropeninstituut verbonden geweest, waarbij hij voornamelijk op ontwikkelingsprojecten gericht onderzoek deed in Afrika.
Een omvangrijke collectie etnografische voorwerpen uit het 'stenen tijdperk' die Jan Broekhuijse tijdens zijn verblijf bij de Dani en de Lani (Westelijke Dani) heeft verzameld, heeft hij later geschonken aan het Tropenmuseum. Ook assisteerde hij bij een verzamelreis van het Tropenmuseum in Burkina Faso, begin jaren zeventig van de twintigste eeuw.
Dr. J.T. Broekhuijse overleed in 2020 op 90-jarige leeftijd.

## Selecte bibliografie
- De Wiligiman-Dani: een cultureel-anthropologische studie over religie en oorlogvoering in de Baliem-vallei. Diss. Utrecht, 1967. Tilburg: Gianotten.
- The organization of rural society in the Sahel (KIT Bulletin 314a). Amsterdam: Koninklijk Instituut voor de Tropen, 1989.
- 'De Harvard-Peabody-expeditie in de Baliemvallei', in: P. Schoorl (red.), Besturen in Nederlands-Nieuw-Guinea 1945-1962. Leiden: KITLV Uitgeverij, 1996, pp. 128-148
- Monografie van de Mossi: noordelijk plateau - Sanmatenga, Burkina Faso. Amsterdam: Koninklijk Instituut voor de Tropen, 1998.
- Memorie van overgave: een wijsgerig-antropologisch onderzoek naar de mentale structuren die het menselijk leven aansturen en ordenen in religie en cultuur. Noorden: Uitgeverij Bert Post, 2009.
- De Harvard-Peabody Expeditie. Naar de Dani van de Baliem-vallei: ethnografische en autobiografische notities, exploratieressort oostelijk bergland, Nieuw-Guinea. Uitgave in eigen beheer, 2020, ISBN 978-1616272654.